# Яременко Максим Васильович
Максим Васильович Яременко — доктор історичних наук, професор кафедри історії Національного університету «Києво-Могилянська академія», співробітник Національного музею історії України дослідник історії Києво-Могилянської академії та Київської духовної академії, історії освіти та Православної Церкви в Україні XVIII ст.

## Освіта і професійна діяльність
1994 року вступив на історичний факультет Київського національного університету ім. Т. Шевченка, який закінчив 1999 року, отримавши диплом з відзнакою. Паралельно з магістерською програмою був студентом Літньої богословської школи в Унівській Свято-Успенській Лаврі, організованій Львівською Богословською Академією та факультетом теології Saint Paul University (Оттава, Канада). Протягом 1999–2002 навчається на аспірантурі Київського національного університету ім. Т. Шевченка. 14 січня-18 лютого 2001 року — учасник Варшавської сесії Міжнародної школи гуманітарних наук «Нові методології досліджень і навчання».
Протягом 1999–2002 років (з перервами) був співробітником Центрального державного історичного архіву у місті Києві.
2003 року захистив кандидатську дисертацію на тему: «Формування та основні характеристики чернецтва київських чоловічих монастирів (20-і — середина 80-х рр. XVIII ст.)» (захист відбувся 21 квітня 2003 року).
З травня 2003 року починає працювати в Національному університеті «Києво-Могилянська академія» спочатку як асистент, а потім старший викладач.
З 2004 — член редакційної колегії, співупорядник міжнародного міждисциплінарного наукового журналу «Київська Академія».
2011 року Максиму Яременку присвоєно звання доцента.
Протягом 23.05.2012-13.01.2013 виконував обов'язки завідувача кафедри історії НаУКМА.
Отримав премію Канадського інституту українських студій за найкращу українознавчу наукову публікацію в галузі гуманітаристики та соціальних наук за статтю «Насолоди освічених в Україні XVIII ст.»
У 2015 р. захистив докторську дисертацію на тему «Студенти Києво-Могилянської академії XVIII ст.: характеристика складу та стимули до навчання».

## Основні публікації

### Книжки
- Яременко М. В. Перед викликами уніфікації та дисциплінування: Київська православна митрополія у XVIII столітті. Львів: В-во УКУ, 2017. 272 с. (Серія «Київське християнство», т. 4)
- Яременко М. В. "Академіки" та Академія. Соціальна історія освіти й освіченості в Україні XVIII ст. / Максим Яременко; [наук. ред. Наталя Яковенко]. — Харків: Акта, 2014. — 531 с. (рецензія [Архівовано 2 квітня 2015 у Wayback Machine.])
- Яременко М. В.Спеціальні історичні дисципліни: навч. посіб. для студ. істор. спеціальностей / Максим Яременко, Національний університет «Києво-Могилянська академія». — К.: Аграр Медіа Груп, 2010. — 197 с.
- Яременко М. В. Київське чернецтво XVIII ст. / М. Яременко. — Київ: Києво-Могилянська академія, 2007. — 303 с.

- Києво-Могилянська академія кін. XVII — поч. XIX ст. Повсякденна історія: збірник документів / упоряд.: Задорожна О. Ф., Кузик Т. Л., Хижняк З. І., Яременко М. В. — Київ: КМ Академія, 2005. — 529 с.
- Київська духовна академія в іменах, 1819—1924 : у двох томах : [енциклопедія / Акішин С. Ю., Брюховецький В. С., Бурега В. В. та ін. ; редкол.: Брюховецький В. С. (голова та відп. ред.) та ін. ; упоряд. і наук. ред. Ткачук М. Л.] ; Київ: ВД «Києво-Могилянська академія», 2015—2016. — 2 т. : іл. —  Присвячено 400-літтю Києво-Могилянської академії. -  Автори: Акішин С. Ю., Брюховецький В. С., Бурега В. В., Волошин Ю. В., Головащенко С. І., Капранов С. В., Кочубей Ю. М., Кузьміна С. Л., Мельникова І. Є., Пастушенко Л. А., Саковська А. Ю., Сапонов А. О., Стародуб А. В., Ткачук М. Л., Ткачук (Моршна) Н. В., Юринець Я. І., Яковчук В. В., Яременко М. В.
- Біографічний підхід у вивченні історії та спадщини Київської духовної академії (1819—1924) / [упоряд. і відп. ред. М. Л. Ткачук] ; Нац. ун-т «Києво-Могилян. акад.». — Київ: Києво-Могилянська академія, 2016. — 233 с. -  Автори: Ткачук М. Л., Головащенко С. І., Яременко М. В., Кузьміна С. Л., Менжулін В. І., Козловський В. П., Стародуб А. В., Бурега В. В., Пастушенко Л. А., Юринець Я. І.
- Яременко М. В. Перед викликами уніфікації та дисциплінування: Київська православна митрополія у XVIII столітті: [монографія] / Максим Яременко ; [наук. ред. І. Скочиляс] ; Український католицький університет, Гуманітарний факультет, Філософсько-богословський факультет. — Львів: Видавництво Українського католицького університету, 2017. — 267, [3] с. : іл. -  Навчально-дослідна програма «Київське християнство та унійна традиція»
- Київська академія в колекції Національного музею історії України: альбом-каталог / упоряд.: Максим Яременко, Ярослав Затилюк ; фотозйомка: Дмитро Клочко, Вікторія Сідорова ; [рец.: Лариса Довга, Юрій Волошин] ; Нац. ун-т «Києво-Могилянська академія», Нац. музей історії України. — Київ: Києво-Могилянська академія, 2020. — 177 с. : іл., портр., факс., фотоіл.

### Статті
- Яременко М. В. Насолоди освічених в Україні XVIII століття (про культуру вживання церковною елітою чаю, кави та вина) / Максим Яременко // Київська Академія. — 2012. № 10. — С. 117—185
- Для «честі дому», заради користі «отчизни» та «в прислугу государственную» (стимули до навчання дітей козацької старшини у XVIII ст.) // Od Kijowa do Rzymu. Z dziejów stosunków Rzeczypospolitej ze Stolicą Apostolską i Ukrainą. W 35 lecie pracy naukowej Teresie Chynczewskiej — Hennel, Uczniowie, Przyjaciele i Koledzy / Red. Mariusz R. Drozdowski, Wojciech Walczak, Katarzyna Wiszowata-Walczak. — Białystok: IBNDKE, 2012. — S. 369—388.
- Яременко М. В. «Посполиті» в Києво-Могилянській академії у XVIII ст.: селяни чи міщани? / Максим Яременко. // Наукові записки НаУКМА. — 2010. — Т. 104 : Історичні науки. — С. 14-18.
- Яременко М. В. Яких козаків діти навчалися в Києво-Могилянській академії? / Максим Яременко // Київська старовина. — 2010. — № 3. — С. 3-19.
- Яременко М. В. Пам'ять про Галшку Гулевичівну в Києво-Могилянській академії у XVIII столітті: пригадування чи вигадування? / Максим Яременко // Київська Академія. — 2009. — № 7. — С. 18-44.
- Навчатися чи не навчатися? До питання про «освітні стратегії» посполитих Гетьманщини у XVIII ст. та пов'язану з ними соціальну мобільність // Соціум. Альманах соціальної історії. — 2008. — Вип. 8. — С. 218—236.
- Яременко М. В. Освітній рівень парафіяльного духовенства Київської митрополії 1770-х рр. (на прикладі Глухівської протопопії) / Максим Яременко // Просемінарій / Київ. нац. ун-т ім. Тараса Шевченка… [та ін.; наук. ред. Василій Ульяновський]. — К., 2008. — Вип. 7: Медієвістика, Історія Церкви, науки і культури. — С. 269—298.
- Ціна «міщанської любові» або скільки коштувала прихильність обивателів Києво-Подолу до могилянських студентів // Соціум. Альманах соціальної історії. — 2005. — Вип. 5. — С. 95-104.
- Яременко М. В. Вихованці Києво-Могилянської академії: світила першої величини та «червоні зорі» / Максим Яременко // Київська академія / Нац. ун-т «Києво-Могилянська академія». — К.: КМ Академія, 2006. — Вип. 2-3. — С. 126—135.
- Яременко М. В. Горе з розуму, або Про могилянську навченість як підставу для гонору / Максим Яременко // Київська Академія. — 2007. № 4. — С. 86-95
- «До мене-де никто не имεтъ власти, кромъ ясневεлможногω»: самоідентифікація могилянського студента крізь призму конфлікту 1752 р. // Соціум. Альманах соціальної історії — 2007. — Вип. 7. -С. 231—239.
- Києво-Могилянська академія // Енциклопедія історії України. — Київ, 2007. — Т. 4. — С. 183—186.
- Яременко М. В. Видання вибраних творів Інокентія Ґізеля / Максим Яременко // Sententiae. — 2016. — № 1. — С. 195—198.
- Яременко М. В. Зміна церковного календаря у Київській митрополії XVIII ст. / Максим Яременко // Przemiany polityczno-ustrojowe, gospodarczo-społeczne, kulturalno-religijne w prowincji małopolskiej w epoce nowożytnej: polsko-ukraińskie sympozja epoki nowożytnej, Kraków 8-10 listopada 2017 / red. Witalij Michałowski, Jarosław Stolicki. — Kraków: [Towarzystwo Wydawnicze «Historia Iagellonica»], 2017. — S. 19-20.
- Яременко М. В. Роль освітнього цензу кандидатів у номінуванні на парафіяльні настоятельства у Київській митрополії XVIII ст [електронний ресурс] / Яременко М. В. // Наукові записки НаУКМА. — 2014.- Т. 156 : Історичні науки. — С. 17-22.
- Яременко М. В. Бібліотека та статус Києво-Братського Богоявленського монастиря у XVIII ст. / М. В. Яременко // Наукові записки НаУКМА: Історичні науки. — 2004. — Том 27. — С. 34-37.
- Яременко М. Дві Академії (про зв'язок між Українською академією наук та Київською духовною академією) / Максим Яременко // Київська Академія. — Київ: Дух і літера, 2017. — Вип. 14. — С. 195—202.
- Яременко М. В. Синодальна стандартизація та її наслідки для Київської митрополії у ХVIII ст. / Максим Яременко // Українське православ'я в еклезіологічному, політичному та культурному вимірах: збірник доповідей наукових конференцій / [за заг. ред. О. Сагана] ; Відділення релігієзнавства Ін-ту філософії НАН України [та ін.]. — Київ: [Ультрадрук], 2020. — С. 52-59.
- Яременко М. В. Вірогідне, можливе та малоймовірне про студентські роки Григорія Сковороди / Максим Яременко // Київська Академія. — 2022. — Вип. 19. — С. 11-35.
- Яременко М. В. Із «польської нації» в імперське підданство: приклад братів Лятошевичів / Максим Яременко // Соціум. Альманах соціальної історії / відп. ред. В. Горобець. — Київ, 2017. — Вип. 13-14. — С. 59-78.
- Яременко М. В. "На престолі плащениця и покривало калом птичим [...] весма перемараны": стан церков Роменської протопопії у середині XVIII ст. / Яременко Максим Васильович // Науковий вісник Національного музею історії України. — 2021. — Вип. 7. — С. 499—506.
- Яременко М. В. Фрагмент архіву Роменської протопопії в колекції Національного музею історії України: подокументний опис / Максим Яременко // В орбіті християнської культури: науковий збірник / за ред. Ігоря Скочиляса, Максима Яременка. — Львів: Український католицький університет, 2020. — С. 239—272.
- Яременко М. В. Києво-Подольська Святовасилівська парафія у першій половині XVIII ст. / М. В. Яременко // Науковий вісник Національного музею історії України. — Київ: Левада, 2017. — Вип. 2. — С. 232—239.
- Яременко М. В. Стратегії інтеграції річпосполитських уродженців у соціальний простір Російської імперії у XVIII ст.: випадок священика Павла Лобка / Максим Яременко // Імперські ідентичності в українській історії XVIII — першої половини ХІХ ст. : колективна монографія / за ред. Вадима Ададурова і Володимира Склокіна. — Львів: Видавництво Українського католицького університету, 2020. — Розділ 1. — С. 45-74.
- Яременко М. В. Наречення імені та пошанування східнослов'янських святих в українсько-російських контактних зонах наприкінці XVIII ст. / Яременко М. В. // Наукові записки НаУКМА. Історичні науки. — 2020. — Т. 3. — С. 87-102.
- Яременко М. В. Одне коріння, дві релігійні культури? Київські та почаївські місяцеслови кінця XVIII ст. / Максим Яременко // Український історичний журнал. — 2019. — № 6. — С. 40-57.